# Burg Rohrbach (Oberbayern)
Burg Rohrbach ist eine abgegangene Burg auf dem Turmberg des oberbayerischen Dorfes Rohrbach im Landkreis Pfaffenhofen an der Ilm. Die Anlage wird als Bodendenkmal unter der Aktennummer D-1-7335-0113 als „Burgstall des Mittelalters“ geführt.

## Geschichte
Rohrbach wurde erstmals im Jahr 869 urkundlich erwähnt. Das Geschlecht der „Herren von Rohrbach“ wurde erstmals im 11. Jahrhundert mit „Tassilo de Rohrbach“ erwähnt. Stammsitz der Herren von Rohrbach war eine wehrhafte Burganlage auf dem Rohrbacher Turmberg, ca. 470 m südöstlich der Pfarrkirche Verklärung Christi auf dem Berge in Rohrbach und 650 m südöstlich von Schloss Rohrbach auf einem von Nordwesten an das Ilmtal herantretenden Vorsprung.  Die Burg wurde 1445 durch Ludwig den Bärtigen, Herzog von Bayern-Ingolstadt, in einer kriegerischen Auseinandersetzung mit den Herzögen von Bayern-München und Bayern-Landshut zerstört. Etwa seit dieser Zeit ist die Hofmark Rohrbach belegt. Erst im 16. Jahrhundert wurde die verfallene Burg völlig aufgegeben und das jetzige Schloss Rohrbach in der damaligen Ortsmitte aufgebaut. Von der Burg ist ein künstlich überhöhtes und abgesteiltes Kernwerk mit ovaler Oberfläche erhalten, die Kernburg hat die Ausmaße von ca. 45 × 60 m.